# Лог (Вологодская область)
Лог — деревня в Кадуйском районе Вологодской области.
Входит в состав Никольского сельского поселения (с 1 января 2006 года по 8 апреля 2009 года входила в Великосельское сельское поселение), с точки зрения административно-территориального деления — в Великосельский сельсовет.
Расстояние до районного центра Кадуя по автодороге — 49 км, до центра муниципального образования села Никольское по прямой — 18 км. Ближайшие населённые пункты — Абаканово, Починок, Сенинская, Старина.
По переписи 2002 года население — 11 человек.